# Stefano Vecchi
Pour les articles homonymes, voir Vecchi.
Stefano Vecchi, né le 20 juillet 1971, à Bergame en Italie, est un footballeur italien reconverti entraineur.

## Carrière de joueur
Un produit de la filière jeunesse de l'Inter Milan, Vecchi a eu une carrière sans éclats comme milieu de terrain dans les catégories inférieures du football italien. Il a évolué la plus grande partie de sa carrière dans la série C passant près d'être promut en série B durant son passage à Fiorenzuola. Il prend sa retraite en 2005.

## Carrière d'entraîneur
Après sa retraite, Vecchi a commencé sa carrière d'entraîneur dans les ligues amateures de la Lombardie. Il a mené Tritium de la série D à la série C. Par la suite il a accepté une offre pour être entraîneur de SPAL, une équipe pour laquelle il avait évolué en tant que joueur. Malheureusement, la saison fut marquée par des difficultés financières et des problèmes à l'extérieur du terrain, ce qui mena à une relégation à la série C2. Il a par la suite entrainé le Südtirol FC et en série B, le Carpi FC. Son passage à Carpi fut cependant bref, car il fut limogé en mars 2014 à la suite de résultats décevants. 
Durant l'été de 2014, il s'est joint à l'Inter Milan  comme entraîneur de la Primavera U19, qu'il a mené à la victoire au Tournoi de Viareggio en 2015 et à la coupe Primavera en 2016.
En novembre 2016, il est nommé entraîneur par intérim de l'Inter Milan à la suite du congédiement de Frank de Boer, menant l'équipe à une défaite de 2-1 contre Southampton en Ligue Europa 2016-2017 et à une victoire de 3-0 en série A contre Crotone. Il est de nouveau nommé entraîneur par intérim de l'Inter Milan le 9 mai 2017 après que Stefano Pioli eut été limogé.
Le 12 octobre 2018, Stefano Vecchi est limogé et remplacé par Walter Zenga à la tête du Venise FC.